# Moodle
Moodle (viết tắt của Modular Object-Oriented Dynamic Learning Environment) là một phần mềm nền cho một hệ quản trị đào tạo (LMS). Moodle được sáng lập năm 1999 bởi Martin Dougiamas, người tiếp tục điều hành và phát triển chính của dự án. Moodle hiện là phần mềm được sử dụng rộng rãi với 38.896 trang web đã đăng ký và 16.927.590 người dùng trong 1.713.438 khóa học (tính đến tháng 1 năm 2008) .
Moodle được thiết kế với mục đích tạo ra những khóa học trực tuyến với sự tương tác cao. Tính mã mở cùng độ linh hoạt cao của nó giúp người phát triển có khả năng thêm vào các mô đun cần thiết một cách dễ dàng. Moodle được đăng ký theo bản quyền GNU GPL.

## Tính năng
Moodle có các tính năng cần thiết cho một hệ thống đào tạo trực tuyến, ngoài ra còn có thêm một số tính năng độc đáo (ví dụ như có thêm bộ lọc,...)
Moodle được xây dựng theo phân đoạn, và nó dễ dàng được mở rộng bằng cách thêm các thành phần phụ. Cấu trúc cơ bản của Moodle hỗ trợ các thành phần phụ sau:
- Các hoạt động
- Các nguồn tài nguyên
- Các kiểu câu hỏi
- Các trường dữ liệu (dùng cho các hoạt động liên quan đến cơ sở dữ liệu)
- Giao diện đồ họa
- Phương thức chứng thực
- Phương thức ghi danh

Lưu ý: Moodle là hệ thống quản lý đào tạo trực tuyến, không có phần tạo bài giảng trực tiếp (Authoring tool). Điều này cũng tốt vì nó cho phép bạn khai thác nhiều authoring tool trên thế giới.
Các Authoring tool tuân thủ SCORM, AICC là:
- Adobe Presenter (rất tiện, gọn nhẹ) và Adobe Captivate, Adobe Authoware
- Ariculate Presenter
- Microsoft LCDS và Producer. (Miễn phí)
- Active Presenter (đầy đủ các công cụ)

## Các hệ thống tương tự
Ngoài Moodle, hiện có một số các phần mềm có tính năng đào tạo trực tuyến tương tự, cả miễn phí lẫn thương mại:
- ATutor
- Blackboard
- WebCT
- Desire2Learn
- Dokeos
- .LRN
- Sakai
- Claroline